# Rembercourt-sur-Mad
Rembercourt-sur-Mad – miejscowość i gmina we Francji, w regionie Grand Est, w departamencie Meurthe i Mozela.
Według danych na rok 1990 gminę zamieszkiwały 133 osoby, a gęstość zaludnienia wynosiła 26 osób/km² (wśród 2335 gmin Lotaryngii Rembercourt-sur-Mad plasuje się na 912. miejscu pod względem liczby ludności, natomiast pod względem powierzchni na miejscu 1000.).